# Pärlöarna

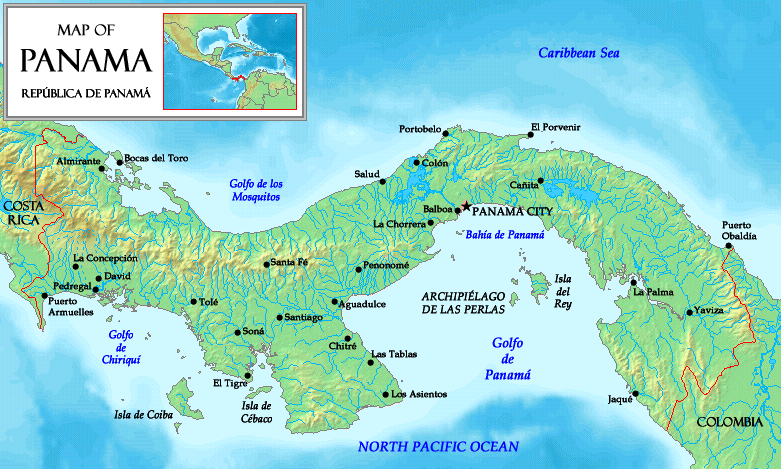
Översiktskarta

Pärlöarna (Spanska: Archipiélago de las Perlas eller Islas de las Perlas) är en grupp av drygt 100 öar varav många är små och obebodda som ligger ungefär 50 kilometer utanför Panamas Stilla havs-kust, i Panamabukten. 

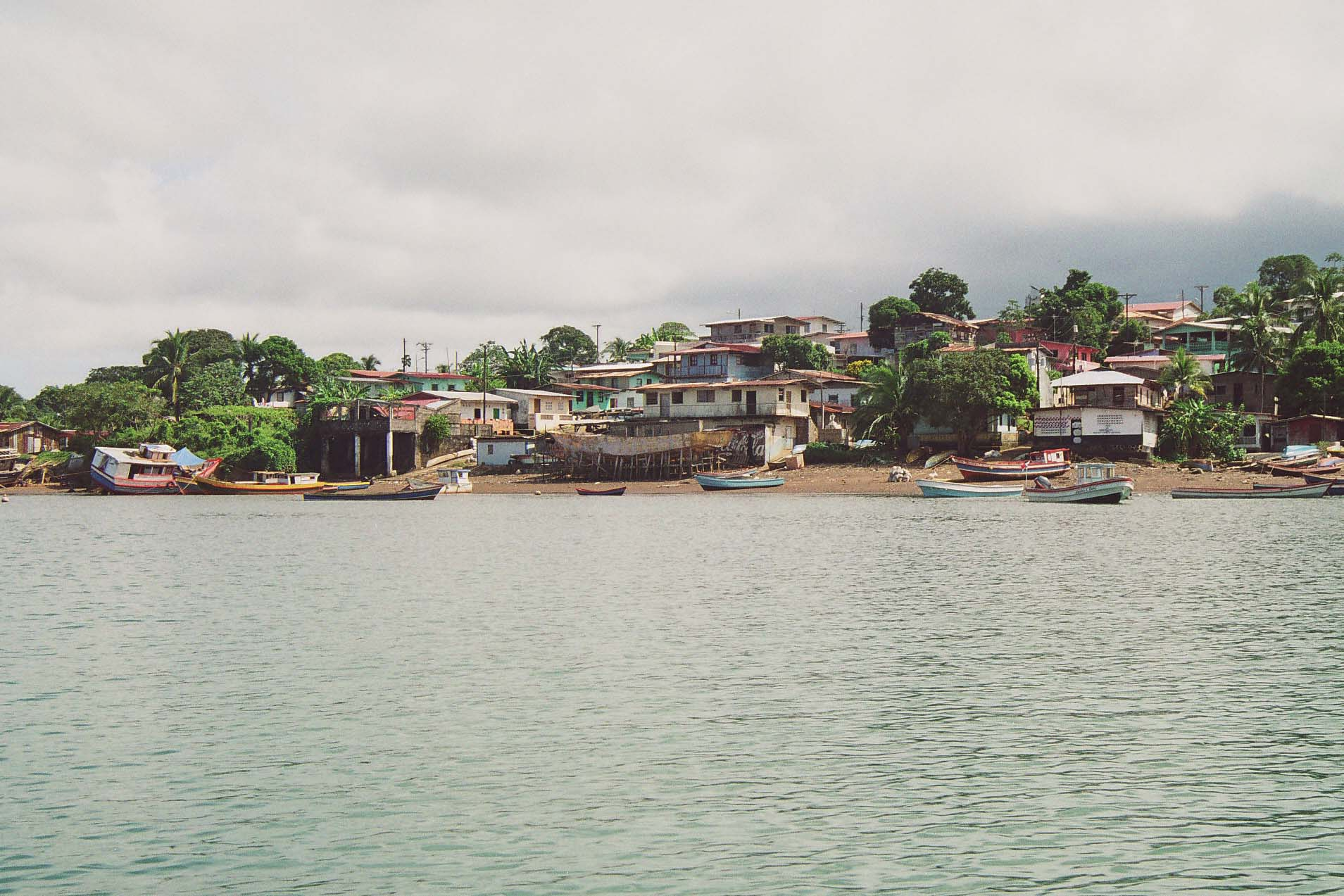
Orten San Miguel på ön Isla del Rey